# 俺達は天使じゃない
『俺達は天使じゃない』（おれたちはカタギじゃない）は、安部譲二の短編連作小説。『週刊現代』1988年12月10日号から1989年6月17日号にかけて掲載され、1990年に講談社から刊行された。1993年に安岡力也主演で実写化リリースされた。

## 概要
エンジェル運輸に勤務する三人の元受刑者たちが、持ち前の能力で悪人たちをやっつけていく悪漢小説。

## 登場人物
中島丈（なかじま じょう）
ゴロツキ（博徒）。40歳代。巨漢。恐ろしい顔だちから人相違反と言われ、忠さんからは浅草雷門の仁王様より凄いと思われている。目尻から唇の端までの刀傷あり。
府中刑務所出所時に、健太と忠さんの出迎えを受ける。兄貴分だった安部譲二が足を洗って作家になったため、そのまま二人と組んで運送業を始めることになった。中学時代に学年で一番だったことがある。黒ビールと子供が好き。
健太（けんた）
おかま（ゲイ・ボーイ）。30歳。細身で器量よし。
母親は政治家の愛人。父親は安部譲二の『塀の中の懲りない面々』で有名になった隠しだまの健ちゃん。女嫌いで、いつもえりの悪口を言っている。料理上手。
忠さん
69歳。エンジェル運輸の代表。黒砂糖のかりんとうのような顔立ち。
長年官公庁専門の泥棒をしてきたので身体が軽く、足音を立てずに歩く。健啖家。
えり
エンジェル運輸が入っているアパートの家主。26歳。石田えりの姉妹のような美人。
二の腕に根性焼きと思われるやけどの痕あり。格闘術の使い手。中島に一目ぼれをする。

## オリジナルビデオ
監督：三池崇史、主演：安岡力也。1993年にケイエスエス制作、SHSプロジェクトより発売、日本ソフトシステムより販売でVHS全2作リリース。2012年にDVD化リリースされ、セル版は単体リリースはなく2作収録のみ、DVDレンタル版は1作ずつバラでリリース。

### キャスト
- 丈 - 安岡力也

### リリース
- 俺達は天使じゃない（VHS：1993年10月29日 / DVD：2012年2月24日 - 1と2の全2作収録）
- 俺達は天使じゃない2（VHS：1993年12月24日）